# Рубихино
Рубихино — деревня в Юхновском районе Калужской области России. Входит в состав сельского поселения «Деревня Беляево».

## География
Возле деревни протекает река Слушка, приток Сохны. Недалеко от Рубихино проходит граница национального парка «Угра».

## Население
| 2002 | 2010 |
| ---- | ---- |
| 22   | ↘20  |

## История
Известно о существовании двух деревянных церквей. Первая была построена в 1666 году и освящена в честь Николая Чудотворца. Когда её вместимости стало не хватать ей на смену помещиками Нарышкиными в 1702 году была построена новая. Этот храм имел два придела, освященных в честь Николая Чудотворца и святых Флора и Лавра, и простоял до начала XX века.
В 1903 году недалеко от расположения деревянной церкви был возведен каменный храм в честь Николая Чудотворца. Деньги на строительство выделил И. П. Прохоров, чьей семье принадлежали каменноугольные копи в Екатеринославской губернии. Храм выполнен в стиле эклектики с элементами русского стиля. Композиция церкви продольно-осевая, второй свет основного объёма представляет собой восьмерик, колокольня имеет три яруса.
Церковь оставалась действующей до начала Великой Отечественной войны, после войны здание использовалось как склад и база совхоза Беляево. На начало XXI века церковь находится в заброшенном состоянии. Рядом с храмом имелось кладбище, сохранились отдельные надгробия из известняка.